# Karin Achatz
Karin Achatz (* 23. Februar 1944 in Klagenfurt am Wörthersee) ist eine österreichische Politikerin (SPÖ).

## Leben
Karin Achatz besuchte die Volksschule, das Realgymnasium und die Handelsschule. Von 1961 bis 1973 arbeitete sie als Angestellte in einem Bauunternehmen. Anschließend war sie bis 1977 Hausfrau und bis 1980 im Büro der SPÖ-Bezirksorganisation Klagenfurt/Stadt tätig. 1981 wurde sie Landessekretärin bei den Kärntner Kinderfreunden.
1985 wurde sie in den Gemeinderat von  Klagenfurt gewählt, dem sie bis 1986 angehörte. Von Oktober 1986 bis April 1989 war sie Mitglied des Bundesrats. Sie ab 1989 Mitglied des Kärntner Landtags, 1989/1990 Erste Landtagspräsidentin. Als Landesrätin gehörte sie ab November 1990 der Landesregierung Haider I als Nachfolgerin für den zurückgetretenen Josef Koschat an sowie der Landesregierung Zernatto I und der  Landesregierung Zernatto II bis April 1999.

## Auszeichnungen
- 2018: Kärntner Frauenpreis (FEMME) für ihr Lebenswerk[1]